# Heidy Quah
Heidy Quah (chino: 柯玉莉; pinyin: Kē Yùlì) es una defensora de los derechos sociales malasia. Es la fundadora y directora de Refuge for the Refugees (Refugio para los Refugiados), una organización sin ánimo de lucro cuyo objetivo es concienciar sobre las acuciantes condiciones de los refugiados y prestarles apoyo. Fue la primera mujer malasia en recibir el premio Queen's Young Leader.
Quah nació y creció en Damansara Jaya. Se licenció en Contabilidad y Finanzas por la Universidad de Hertfordshire. Antes de fundar Refuge for the Refugees, pensaba trabajar en una empresa de contabilidad.

## Defensora y activista
Tras terminar el bachillerato, Quah decidió trabajar como profesora voluntaria de inglés en una escuela de refugiados de Kuala Lumpur. Era un lugar estrecho y congestionado, y la comida también era insuficiente. La escuela estaba lejos del lugar de residencia de los refugiados y las autoridades les paraban a menudo. Sin embargo, los niños insistían en recibir educación. Esto hizo que Quah se cuestionara a sí misma, ya que solía suplicar para no ir a la escuela. Las circunstancias de los refugiados la hacían sentirse privilegiada.
Más tarde, el director informó a Quah de que el centro cerraría por falta de fondos: la Agencia de las Naciones Unidas para los Refugiados decidió no renovar su patrocinio. Junto con su compañera voluntaria Andrea Prisha, Quah vendió comida puerta a puerta y utilizó las redes sociales para recaudar fondos. Pudieron mantener la escuela en funcionamiento durante 6 meses. Posteriormente, en 2012, Quah fundó Refuge for the Refugees junto con su amiga Andrea Prisha. 
Malasia no ha suscrito la Convención y el Protocolo sobre los Refugiados, por lo que la organización proporciona a los refugiados acceso a la educación básica y a la atención sanitaria. La organización también rescata a refugiados de campos de detención y de organizaciones de tráfico de personas. También visitan comunidades de refugiados y donan material y fondos.
Quah compaginaba sus estudios universitarios con la dirección de la organización. Estudió birmano y chin para poder comunicarse con los refugiados. También tomó clases de Muay Thai para garantizar su seguridad, ya que rescatar a refugiados de las redes de trata la ha expuesto a delincuentes. Quah sigue denunciando las ideas erróneas y los prejuicios hacia los refugiados. Dirige las campañas de sensibilización de la organización, que se llevan a cabo en centros comerciales y universidades. Refuge for the Refugees ha creado 10 escuelas en Malasia y 25 en Myanmar. Han educado a miles de estudiantes refugiados.
En 2022, Quah se incorporó a Pinkcollar Employment Agency, una empresa social de Malasia que presta servicios éticos de contratación de trabajadores migrantes. Dirige la expansión de los servicios de Pinkcollar para atender a los trabajadores migrantes indonesios y al sector manufacturero de Malasia, en defensa de mejores condiciones laborales para los trabajadores migrantes en Malasia.